# Playa Arenal de Morís
La Playa de Arenal de Morís, se sitúa en el lugar de Prado, en la parroquia de Caravia Alta, en el concejo de Caravia, Asturias. Forma parte de la Costa oriental de Asturias.
Se ubica en el extremo oriental de la costa del Concejo de Caravia.

## Descripción
Se trata de una playa en forma de concha, con accesos rodados hasta el lecho de arena, lo que la hace muy apta para uso de personas con discapacidad.
Presenta todo tipo de servicios, duchas, aseos, papeleras, servicio de limpieza, teléfonos, merenderos…; por lo que es muy frecuentada.
El carácter ventoso de este tramo de la costa de Caravia hace que sea una zona adecuada para la práctica del surf. de hecho en el mes de noviembre suele acoger el campeonato de surf regional. También es muy adecuada para la práctica de la pesca de roca y la pesca submarina.